# Balkan International Basketball League 2012-2013
La Balkan International Basketball League 2012-2013  fu la 5ª edizione della Lega Balcanica. La vittoria finale fu ad appannaggio degli israeliani dell'Hapoel Gilboa Galil Elyon sui bulgari del Levski Sofia, nel remake della finale dell'anno precedente.
Per la prima volta alla competizione parteciparono squadre greche.

## Squadre partecipanti
| Bulgaria - Levski Sofia - Rilski Sportist | Montenegro - Mornar Bar - Teodo Tivat | Macedonia del Nord - Kumanovo - Kožuf | Croazia - Brod |
| Serbia - OKK Belgrado                     | Grecia - Kavala                       | Israele - Hap. Gilboa G.E.            |                |

## Formato

### Primo turno
Nel primo turno le squadre vengono divise in due gruppi di 5 squadre ognuno, che giocano partite di andata e ritorno. Le prime tre classificate vengono promosse al secondo turno (o gruppo C). Le ultime due entreranno in un altro gruppo (gruppo D).
La prima partita è stata giocata il 16 ottobre 2012 e l'ultima sarà giocata il 15 gennaio 2013.

### Secondo turno
Le sei squadre qualificate nel gruppo C mantengono i risultati conseguiti tra di loro nel primo turno e giocheranno partite di andata e ritorno contro le tre squadre provenienti dall'altro girone. Le prime quattro si qualificano per la Final Four.
Le quattro squadre qualificate nel gruppo D manterranno, anch'esse, i risultati negli scontri diretti del primo turno e giocheranno solo contro le avversarie provenienti dall'altro girone.
La prima partita verrà disputata il 22 gennaio 2013 e l'ultima il 3 aprile.

### Final Four
Le quattro squadre rimanenti disputeranno le semifinali e, le vincenti, si contenderanno il trofeo. Le perdenti giocheranno la finale 3º/4º posto. La Final Four verrà disputata tra il 19 e il 21 aprile 2013.

## Primo turno

### Gruppo A
| Pos. | Squadra      | Pt | PG | V | P | CF  | CS  | DC   |
| ---- | ------------ | -- | -- | - | - | --- | --- | ---- |
| 1.   | Galil Gilboa | 14 | 8  | 6 | 2 | 626 | 526 | +100 |
| 2.   | Levski Sofia | 13 | 8  | 5 | 3 | 669 | 610 | +59  |
| 3.   | Kumanovo     | 12 | 8  | 4 | 4 | 590 | 642 | -52  |
| 4.   | Đuro Đaković | 12 | 8  | 4 | 4 | 589 | 617 | -28  |
| 5.   | Mornar       | 9  | 8  | 1 | 7 | 560 | 639 | -79  |

|              | DUR     | GAL      | KUM      | LEV     | MOR     |
| ------------ | ------- | -------- | -------- | ------- | ------- |
| Đuro Đaković |         | 69 – 101 | 84 – 77  | 82 – 71 | 85 – 79 |
| Galil Gilboa | 66 – 59 |          | 81 – 61  | 72 – 70 | 81 – 57 |
| Kumanovo     | 83 – 67 | 74 – 66  |          | 87 – 80 | 71 – 69 |
| Levski Sofia | 77 – 73 | 87 – 79  | 103 – 66 |         | 92 – 67 |
| Mornar       | 63 – 70 | 49 – 80  | 92 – 71  | 84 – 89 |         |

### Gruppo B
| Pos. | Squadra             | Pt | PG | V | P | CF  | CS  | DC  |
| ---- | ------------------- | -- | -- | - | - | --- | --- | --- |
| 1.   | Rilski Sportist     | 13 | 8  | 5 | 3 | 700 | 604 | +96 |
| 2.   | Teodo               | 13 | 8  | 5 | 3 | 635 | 617 | +18 |
| 3.   | Kavala              | 12 | 8  | 4 | 4 | 630 | 679 | -49 |
| 4.   | Kožuf               | 12 | 8  | 4 | 4 | 596 | 624 | -28 |
| 5.   | Omladinski Belgrado | 10 | 8  | 2 | 6 | 617 | 654 | -37 |

|                     | KAV      | KOZ     | OML      | RIL     | TEO     |
| ------------------- | -------- | ------- | -------- | ------- | ------- |
| Kavala              |          | 87 – 88 | 81 – 76  | 81 – 79 | 89 – 85 |
| Kožuf               | 79 – 74  |         | 82 – 77  | 76 – 99 | 84 – 71 |
| Omladinski Belgrado | 85 – 76  | 66 – 74 |          | 83 – 82 | 74 – 75 |
| Rilski Sportist     | 100 – 71 | 75 – 56 | 104 – 86 |         | 87 – 67 |
| Teodo               | 98 – 71  | 75 – 68 | 80 – 70  | 84 – 74 |         |

## Secondo turno

### First six
| Pos. | Squadra         | Pt  | PG | V | P | CF  | CS  | DC   |
| ---- | --------------- | --- | -- | - | - | --- | --- | ---- |
| 1.   | Levski Sofia    | 18  | 10 | 8 | 2 | 841 | 735 | +106 |
| 2.   | Galil Gilboa    | 16  | 10 | 6 | 4 | 847 | 783 | +64  |
| 3.   | Rilski Sportist | 15  | 10 | 5 | 5 | 840 | 838 | +2   |
| 4.   | Kumanovo        | '15 | 10 | 5 | 5 | 824 | 891 | -67  |
| 5.   | Kavala          | 14  | 10 | 4 | 6 | 798 | 849 | -51  |
| 6.   | Teodo           | 12  | 10 | 2 | 8 | 830 | 884 | -54  |

|                 | GAL      | KAV      | LEV     | RIL       | KUM      | TEO      |
| --------------- | -------- | -------- | ------- | --------- | -------- | -------- |
| Galil Gilboa    |          | 73 – 78  | 72 – 70 | 84 – 85   | 81 – 61  | 102 – 92 |
| Kavala          | 75 – 94  |          | 73 – 77 | 81 – 79   | 95 – 62  | 89 – 84  |
| Levski Sofia    | 87 – 79  | 88 – 73  |         | 84 – 62   | 103 – 66 | 90 – 82  |
| Rilski Sportist | 79 – 104 | 100 – 71 | 69 – 74 |           | 88 – 75  | 87 – 67  |
| Kumanovo        | 74 – 66  | 94 – 92  | 87 – 80 | 114 – 117 |          | 96 – 90  |
| Teodo           | 82 – 92  | 98 – 71  | –       | 84 – 75   | 79 – 95  |          |

### Last four
| Pos. | Squadra             | Pt | PG | V | P | CF  | CS  | DC  |
| ---- | ------------------- | -- | -- | - | - | --- | --- | --- |
| 1.   | Kožuf               | 11 | 6  | 5 | 1 | 473 | 428 | +45 |
| 2.   | Đuro Đaković        | 9  | 6  | 3 | 3 | 456 | 465 | -9  |
| 3.   | Mornar              | 9  | 6  | 3 | 3 | 479 | 487 | -8  |
| 4.   | Omladinski Belgrado | 7  | 6  | 1 | 5 | 481 | 509 | -28 |

|                     | DUR     | KOZ     | MOR     | OML      |
| ------------------- | ------- | ------- | ------- | -------- |
| Đuro Đaković        |         | 72 – 89 | 85 – 79 | 68 – 69  |
| Kožuf               | 75 – 62 |         | 72 – 64 | 82 – 77  |
| Mornar              | 63 – 70 | 87 – 81 |         | 102 – 96 |
| Omladinski Belgrado | 90 – 99 | 66 – 74 | 83 – 84 |          |

## Final Four
Dal 19 al 21 aprile 2013.
|  | Semifinali      | Semifinali      | Semifinali   |              |              | Finale             | Finale             | Finale             |  |
|  |                 |                 |              |              |              |                    |                    |                    |  |
|  | Galil Gilboa    | Galil Gilboa    | 85           |              |              |                    |                    |                    |  |
|  | Galil Gilboa    | Galil Gilboa    | 85           |              |              |                    |                    |                    |  |
|  | Kumanovo        | Kumanovo        | 76           |              |              |                    |                    |                    |  |
|  | Kumanovo        | Kumanovo        | 76           |              | Galil Gilboa | Galil Gilboa       | 87                 |                    |  |
|  |                 |                 |              |              | Galil Gilboa | Galil Gilboa       | 87                 |                    |  |
|  |                 |                 | Levski Sofia | Levski Sofia | 79           |                    |                    |                    |  |
|  | Levski Sofia    | Levski Sofia    | Levski Sofia | Levski Sofia | 79           | 84                 |                    |                    |  |
|  | Levski Sofia    | Levski Sofia    |              |              |              | 84                 |                    |                    |  |
|  | Rilski Sportist | Rilski Sportist | 74           |              |              | Finale terzo posto | Finale terzo posto | Finale terzo posto |  |
|  | Rilski Sportist | Rilski Sportist | 74           |              |              |                    |                    |                    |  |
|  |                 |                 |              |              |              |                    |                    |                    |  |
|  |                 |                 |              |              |              | Kumanovo           | Kumanovo           | 77                 |  |
|  |                 |                 |              |              |              | Kumanovo           | Kumanovo           | 77                 |  |
|  |                 |                 |              |              |              | Rilski Sportist    | Rilski Sportist    | 85                 |  |

| Balkan International Basketball League 2012-2013 |
| ------------------------------------------------ |
| Hapoel Gilboa Galil Elyon 2º titolo              |

## Squadra vincitrice
| N° | Naz.                   | Ruolo | Sportivo       |  | Alt. |  |
| -- | ---------------------- | ----- | -------------- |  | ---- |  |
| 4  | Stati Uniti (bandiera) | AG    | Shawn Taggart  |  | 207  |  |
| 5  | Israele (bandiera)     | P     | Nimrod Tishman |  | 198  |  |
| 6  | Israele (bandiera)     | C     | Amit Beir-Katz |  | 208  |  |
| 7  | Israele (bandiera)     | P     | Yoad Bet-Yosef |  | 182  |  |
| 8  | Israele (bandiera)     | G     | Dagan Yivzori  |  | 193  |  |
| 9  | Israele (bandiera)     | GA    | Amit Simchon   |  | 200  |  |
| 10 | Stati Uniti (bandiera) | P     | Kenny Hayes    |  | 185  |  |
| 12 | Stati Uniti (bandiera) | AP    | Rakim Sanders  |  | 192  |  |
| 14 | Israele (bandiera)     | C     | Yaniv Green    |  | 206  |  |
| 15 | Stati Uniti (bandiera) | G     | Jamar Smith    |  | 191  |  |
| 21 | Stati Uniti (bandiera) | C     | Mitchell Watt  |  | 206  |  |
|    | Israele (bandiera)     | All.  | Lior Lubin     |  |      |  |